# Убанари
Убана́ри (яп. ウ離島 убанари-дзима) — небольшой остров в островной группе Яэяма островов Сакисима архипелага Рюкю. Административно относится к округу Такэтоми уезда Яэяма префектуры Окинава, Япония.
Необитаемый остров расположен у мыса Нобару, северо-восточного края острова Ириомоте. На западе возле Убанари расположен ещё один маленький островок.
Площадь острова составляет 0,05 км², высота — 17 м.